# Holly Hunter
Holly Hunter (n. 20 martie 1958) este o actriță americană de film laureată cu premiul Oscar, pentru rolul Ada din pelicula Pianul, regizată în 1993 de Jane Campion, film în care a jucat alături de Harvey Keitel. Pentru aceeași remarcabilă interpretare a  obținut, în 1994, Premiul BAFTA și Globul de Aur pentru Cea mai bună actriță, ceea ce  a confirmat astfel premiul primit cu un an înainte la Festivalul de Film de la Cannes.
Este cunoscută și pentru prestația din serialul american Salvând-o pe Grace.

## Filmografie
- S-a furat Arizona (1987)
- Lângă tine mereu (1989)
- Încă odată (1991)
- Firma (1993)
- Pianul  (1993)
- Terapie de șoc (1996) - Dr. Helen Remington
- Treisprezece (2003)
- Marele Alb (2005)
- Batman vs. Superman: Zorii dreptății (2016) - ca senator SUA Finch